# Conseil de Conscience

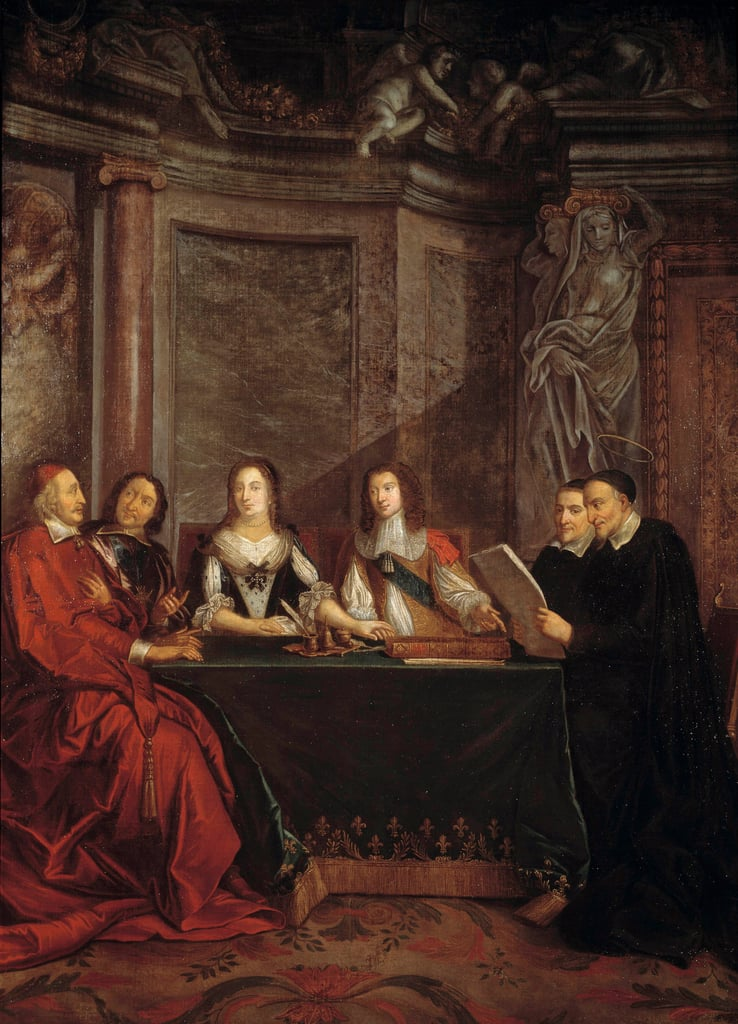
Le Conseil de Conscience, toile de Jean-François de Troy représentant Vincent de Paul lisant devant Mazarin, Pierre Séguier, la reine Anne d'Autriche et Louis XIV.

Le conseil de Conscience est un organe de gouvernement créé par Richelieu pour nommer évêques et abbés, et pour intervenir dans d'autres affaires ecclésiastiques. En 1643, Anne d'Autriche donne à ce conseil une existence officielle. Diversement composé au fil des ans, voyant son champ de compétences évoluer, il garde toujours une importance de premier plan. Sous la Régence de Philippe d'Orléans, il est pris dans les violentes querelles autour de la bulle Unigenitus. Supprimé de 1718 à 1720, il disparaît définitivement sous Louis XV, en 1732.

## Historique

### Sous Louis XIII
En 1516, le concordat de Bologne accorde au roi de France le droit de nommer les titulaires des bénéfices majeurs (évêques et abbés). C'est Richelieu qui a l'idée de créer un conseil de Conscience pour aider le roi dans cette tâche et dans d'autres affaires ecclésiastiques, pour l'aider à connaître « l'état et la police de l'ordre ecclésiastique ». Ce conseil reste encore informel : le roi réunit quelques ecclésiastiques pour leur demander leur avis.

### Sous la régence d'Anne d'Autriche
En 1643, la régente Anne d'Autriche institue le conseil de Conscience. Il n'est pas une section du Conseil du roi. Il comprend :
- la reine ;
- son confesseur Vincent de Paul, dont l'autorité morale est grande ;
- le cardinal Mazarin ;
- deux évêques[4].

Parmi les conseillers de cette période, figurent Augustin Potier, évêque de Beauvais, aumônier de la reine ; Philippe Cospeau, évêque de Lisieux ; et Jacques Charton, pénitencier de Paris.
Le conseil accomplit alors une œuvre importante, qui marque l'histoire de l'Église de France. Il nomme évêques et grands abbés, mais veille aussi au maintien de la discipline ecclésiastique, contrôle la répression des abus (sacrilèges, blasphèmes, duels), résiste aux « empiétements » des protestants.
Mazarin se défie de Vincent de Paul, qu'il juge trop écouté de la reine et trop proche de Paul de Gondi. En outre, le « cardinal aux vingt-cinq abbayes » ne partage pas les vues du fondateur des lazaristes en matière d'attribution des bénéfices (Vincent de Paul, dans l'esprit du concile de Trente, entend les réserver aux sujets animés de motivations spirituelles). Manière d'écarter Vincent de Paul, Mazarin réunit de moins en moins souvent le conseil de Conscience.

### Sous Louis XIV
Sous Louis XIV, le conseil de Conscience joue toujours un rôle de premier plan, mais sa fonction se réduit presque exclusivement à l'attribution des bénéfices. Les membres n'étant pas renouvelés, le conseil n'est bientôt plus composé que du roi, de son confesseur et de l'archevêque de Paris ; puis du roi et de son confesseur, qui se réunissent les vendredis et les veilles de communion. Par la suite, madame de Maintenon fait entrer au conseil l'évêque de Chartres Paul Godet des Marais et l'archevêque de Paris Louis-Antoine de Noailles.

### Sous la régence de Philippe d'Orléans

#### Composition
Le 15 septembre 1715, le régent Philippe d'Orléans met en place la polysynodie, un nouveau système de gouvernement où ministres et secrétaires d'État sont remplacés par six conseils, et bientôt par sept. Le conseil de Conscience est composé :
- du cardinal Louis-Antoine de Noailles, président du conseil ;
- d'Armand Bazin de Bezons, archevêque de Bordeaux ;
- d'Henri François d'Aguesseau, procureur général ;
- de l'abbé René Pucelle, conseiller clerc de la grand-chambre du parlement de Paris ;
- de l'abbé Antoine Dorsanne, official de Paris, secrétaire du conseil[6].

À l'exception de l'archevêque de Bordeaux qui reste neutre, les membres du conseil sont opposés à la bulle (ou constitution) Unigenitus. « La composition de ce conseil déplut horriblement aux chefs du parti de la constitution », écrit Saint-Simon. Donnant les noms des conseillers, il cite en plus Guillaume-François Joly de Fleury, premier avocat général, lui aussi opposant à la bulle. Mais celui-ci n'entre au conseil de Conscience qu'en février 1717, lorsqu'il remplace d'Aguesseau comme procureur général. Armand Pierre de La Croix de Castries, archevêque de Tours, entre également au conseil en février 1717.
Le conseil se tient à l'archevêché de Paris, le jeudi après-midi.

#### L'opposition à la bulleUnigenitus
Fulminée par Clément XI en 1713 à la demande de Louis XIV, la bulle Unigenitus est dirigée contre les jansénistes. Elle rencontre toujours une vive hostilité. En 1717, la Sorbonne et quatre évêques appellent comme d'abus au prochain concile général. L'appel est suspensif. En 1718, le cardinal de Noailles décide de joindre sa voix à celle des « appelants ». Le 22 septembre, il se démet de la présidence du conseil de Conscience. Le lendemain, il publie son appel. « Cet éclat, dit Saint-Simon, donna le dernier coup aux conseils. Celui de Conscience ne s'assembla qu'une fois chez l'archevêque de Bordeaux et fut cassé. Sa chute précipita celle des autres. » Le 24 septembre, les conseils de Conscience, des Affaires étrangères, de la Guerre et du Dedans sont supprimés,.
Le conseil de Conscience est recréé le 4 août 1720 pour veiller à l'application des mesures destinées à imposer la bulle Unigenitus.

### Sous Louis XV
N'ayant pu venir à bout de l'opposition que suscite la bulle, le conseil de Conscience disparaît définitivement le 28 janvier 1732.